# Rick Roufus
Rick Roufus, né à Milwaukee, dans le Wisconsin aux États-Unis, le 3 juin 1966), est un boxeur spécialiste des boxes pieds-poings durant les années 1980-1990. Il est d'ailleurs un champion du monde américain de full contact.

## Biographie
Rick Roufus est né à Milwaukee, Wisconsin, aux États-Unis, le 3 juin 1966. Il a commencé à apprendre le karaté ainsi que le taekwondo dès son plus jeune âge.
Après avoir gagné quelques titres nationaux de karaté en carrière amateur, il débute comme boxeur professionnel. Au début de sa carrière, il a combattu en Full contact, où les coups de pied en dessous de la ceinture, frappes du coude, du genou et les projections ne sont pas autorisés. 
Surnommé The Jet, il est 6 fois champion du monde de full contact IKF (International Kickboxing Federation), et il a remporté ce titre dans 2 catégories de poids différentes.
Au début des années 1990, il se fit connaitre en Europe en battant à Bercy Rob Kaman et Ernseto Hoost plus tard et Luc Verheyre. Il battit aussi la légende du Full Contact des années 1980 Jean-Yves Thériault. Entamant une carrière en boxe anglaise, il modifia sa préparation physique et connut une transformation musculaire très développée au niveau du volume. Il perdit un important atout celui des déplacements de jambes et side kick foudroyant. C'est dans ces conditions alors qu'il se fit battre par KO lors de la revanche face à Hoost. Il remporta le titre WBC Continental Americas dans la catégorie poids moyens. Il ne put cependant jamais prétendre à un combat pour le titre mondial et retourna à la fin des années 1990 à la Boxe Thai via le K1.
Il remporta le championnat américain du K-1 en 1998.
À noter qu'il a battu par Ko la légende du kickboxing et de la boxe thaï Rob Kaman lors de la revanche en full contact.
Son palmarès est de 57 victoires et 7 défaites, avec 40 victoires par KO. 
Il a effectué un combat de MMA au mois de février 2008 lors du Strikeforce - match perdu contre Maurice Smith, combattant qu'il avait déjà affronté en Kick Boxing.

## Titres

### Kickboxing
- 1-7-1986 PKA US Middleweight Title Sylvester Cash Atlanta, GA
- 4-16-1987 KICK Super Middleweight Title KO Round 7 John Moncayo Atlanta, GA
- 7-20-1989 FFKA Super Middleweight Title KO Round 3 Andy Mayo Milwaukee, WI
- 2-4-1990 FFKA Light Heavyweight Title UD Kevin Whaley El Lancaster, PA
- 6-22-1991 ISKA/PKC Light Heavyweight Title KO Round 2 Marek Piotrowski Chicago, IL
- 6-1-1996 ISKA Heavyweight Title TKO Round 5 Igor Sharapov Paris, France
- 5-14-1999 IKF Heavyweight Title TKO Round 9 Stan Longinidis Lowell, MA
- 8-7-1998 K-1 USA GRAND PRIX KO Round 2 Jerome Tuscan Las Vegas, NV

### Boxe
- 8-10-1996 WBC Continental Americas Cruiserweight Champion TKO Round 4 Sean McClain Las Vegas, NV

## Palmarès en arts martiaux mixtes
| Date       | Résultat | Adversaire       | Nom de l’événement                    | Méthode                      | Round | Temps |
| ---------- | -------- | ---------------- | ------------------------------------- | ---------------------------- | ----- | ----- |
| 9/05/2009  | Défaite  | Wayne Cole       | SJW 3 - Slammin Jammin Weekend 3      | Soumission (Armbar)          | 1     | 0:36  |
| 29/11/2008 | Défaite  | Ryan Jimmo       | PFP : Wanted                          | TKO (Punches)                | 1     | 2:24  |
| 10/11/2008 | Défaite  | Hector Ramirez   | SuperFights MMA - Night of Combat 2   | Décision unanime             | 3     | 5:00  |
| 9/19/2008  | Victoire | Reggie Cato      | C3 Fights - Clash in Concho           | TKO (Arrêt du coin)          | 2     | N/A   |
| 6/28/2008  | Défaite  | Todd Brown       | Combat USA - Fight Night              | Soumission (Triangle Choke)  | 2     | 1:31  |
| 6/7/2008   | Victoire | Roberto Martinez | C3 Fights - Contenders                | Décision unanime             | 3     | N/A   |
| 5/30/2008  | Victoire | BJ Lacy          | Combat USA - Battle in the Bay 7      | KO                           | 3     | N/A   |
| 4/18/2008  | Défaite  | Michael McDonald | Strike FC - Night of Gladiators       | Décision unanime             | 2     | 5:00  |
| 3/29/2008  | Victoire | Michael Buell    | CCCF - Battle on the Border           | Décision unanime             | 3     | 3:00  |
| 2/23/2008  | Défaite  | Maurice Smith    | Strikeforce - Strikeforce At The Dome | Soumission (Straight Armbar) | 1     | 1:53  |